# Софронов (ручей)
Софронов — ручей в России, протекает по территории Куземского сельского поселения Кемского района Республики Карелии. Длина ручья — 13 км.
Ручей берёт начало из болота без названия на высоте 27,8 м над уровнем моря и далее течёт преимущественно в северо-восточном направлении по заболоченной местности.
Ручей в общей сложности имеет восемь малых притоков суммарной длиной 8,0 км.
Впадает в Подтайбольскую губу Белого моря.
В нижнем течении Софронов ручей пересекает линию железной дороги Санкт-Петербург — Мурманск в районе железнодорожной станции Ламбино.
Населённые пункты на ручье отсутствуют.
Код объекта в государственном водном реестре — 02020000712202000002664.